# Linia ognia
Linia ognia – linia poprzeczna na strzelnicach szkolnych i bojowych, z której prowadzi się strzelania z różnego rodzaju broni. Oznaczona jest chorągiewkami lub tabliczkami z napisem „linia ognia”. Przechodzenie za linię ognia może odbywać się tylko na specjalne polecenie (zezwolenie) prowadzącego strzelanie przy zachowaniu odpowiednich środków ostrożności (np. w celu sprawdzenia wyników strzelania po rozładowaniu i odłożeniu broni przez strzelających). Na linii ognia żołnierze przystępują do ładowania broni, następnie przyjmują odpowiednią postawę strzelecką i rozpoczynają strzelanie na komendę, którą wydaje prowadzący strzelanie.